# 多佛尔海峡

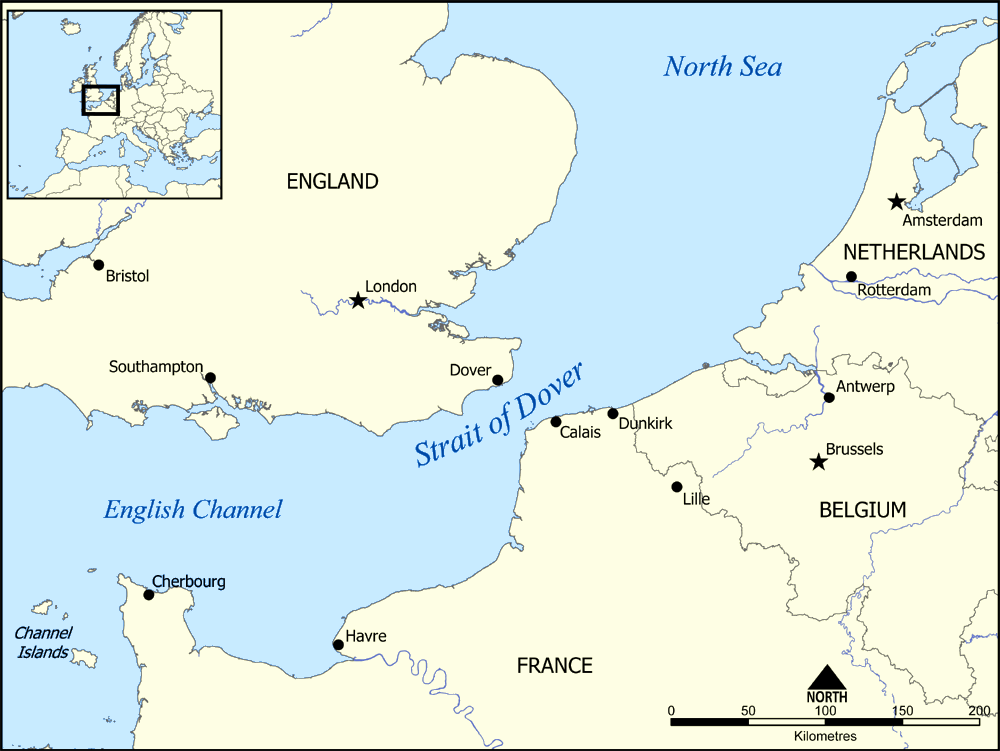
多佛爾海峽位置圖。

多佛海峽，也译为加来海峡（法語：Pas-de-Calais）為英吉利海峡最狹窄的地方。最短距離由南福蘭（South Foreland）至格里內半島（Cap Gris-Nez）。南福蘭位於多佛尔東北6公里，格里內角位於加来的一個海岬。此兩點為跨海峽泳客的最受歡迎路線，全長33公里。
多佛爾海峽在英倫海峽的東部地區，位於英倫海峽與北海的接觸點。多佛爾海峽的闊度是英国與法国間最短的。晴朗的天氣下可以用肉眼觀望到對岸海岸線及沿岸建築物。

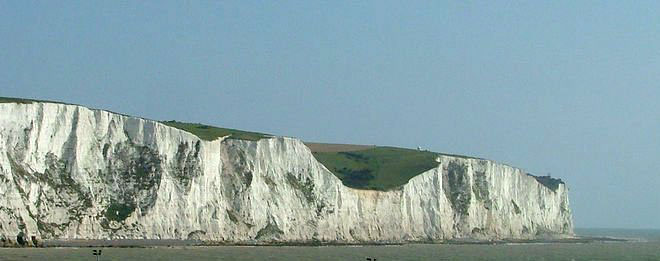
多佛爾的懸崖

## 船隻交通
大多數由大西洋到北海或波羅的海的海上交通都會經由多佛爾海峽，而不會選擇較危險及較長的經過北蘇格蘭的航線。多佛爾海峽為世界上最繁忙的國際海道之一，每天固定有超過400艘船隻使用。這樣令海道安全的重要性增加，需要英国海岸防卫队（Her Majesty's Coastguard）24小時維持觀察及實施嚴謹的海道管制。.
除了頻繁的東西交通外，海峽亦有由渡輪提供南北交通。直到1990年，此方法一直是唯一的地面貨運及客運路線。
現在的英法海底隧道提供了另一路線，由多佛爾海峽海床下45米通過。

## 地質形成

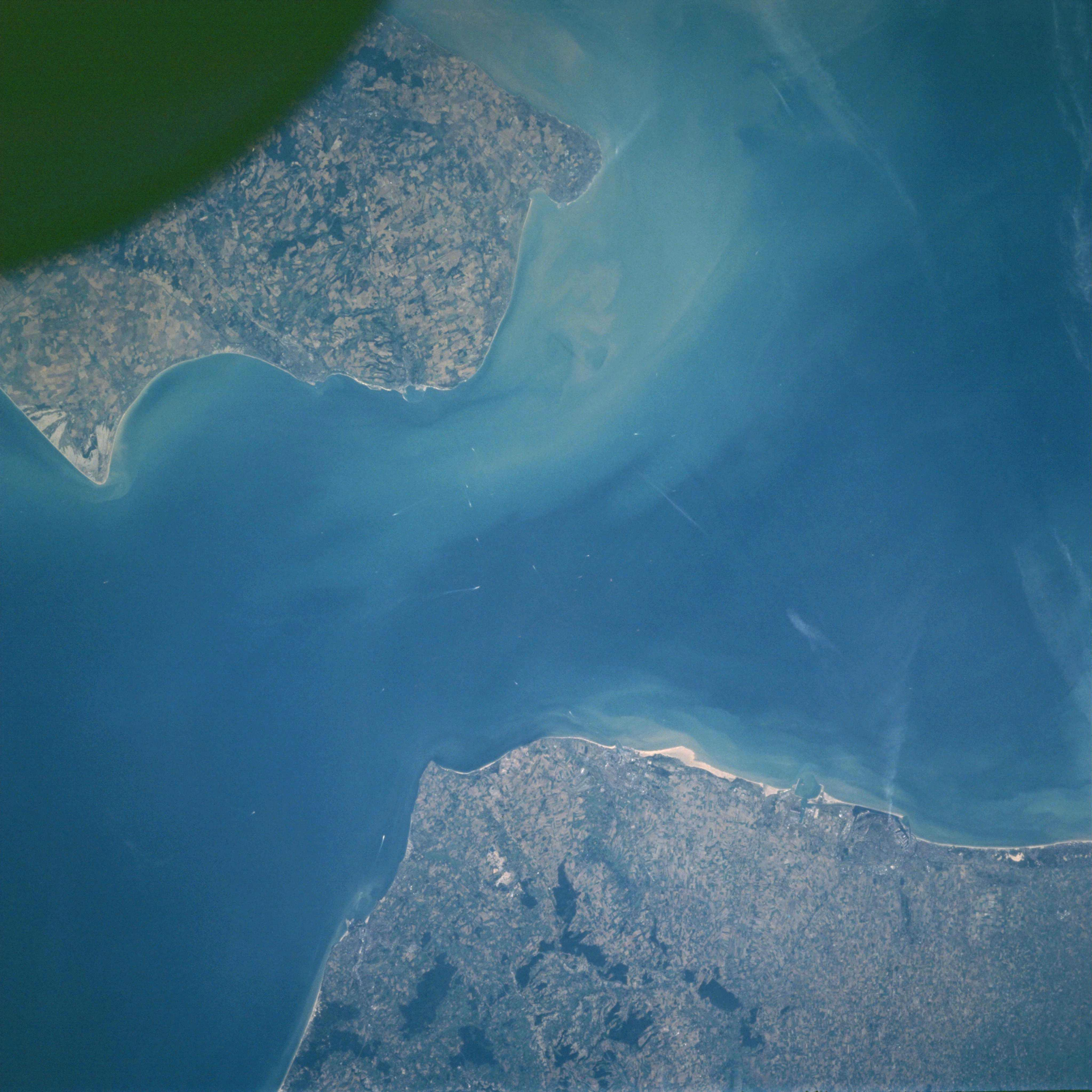
多佛爾海峡的衛星圖片

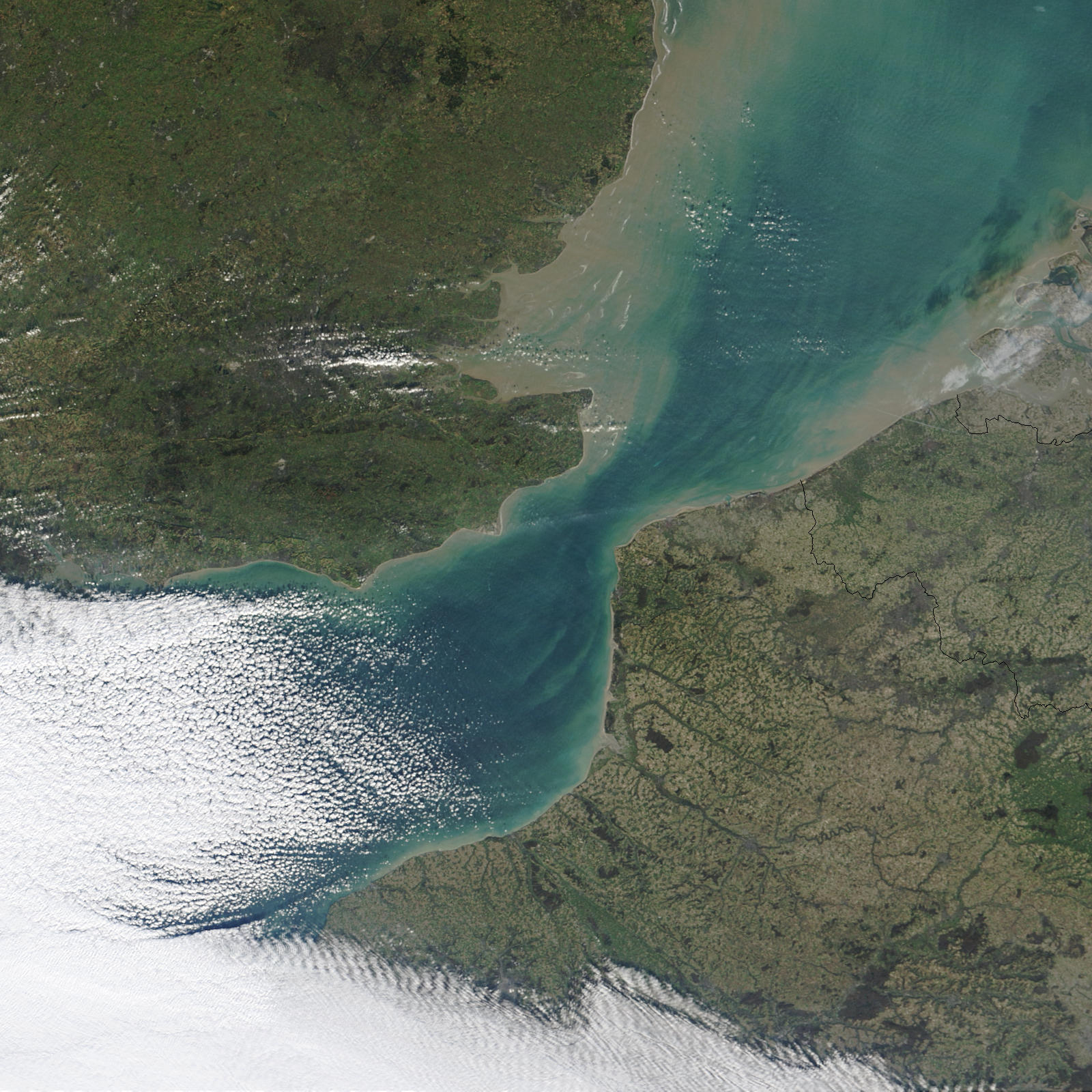
2002年12月的NASA衛星圖片

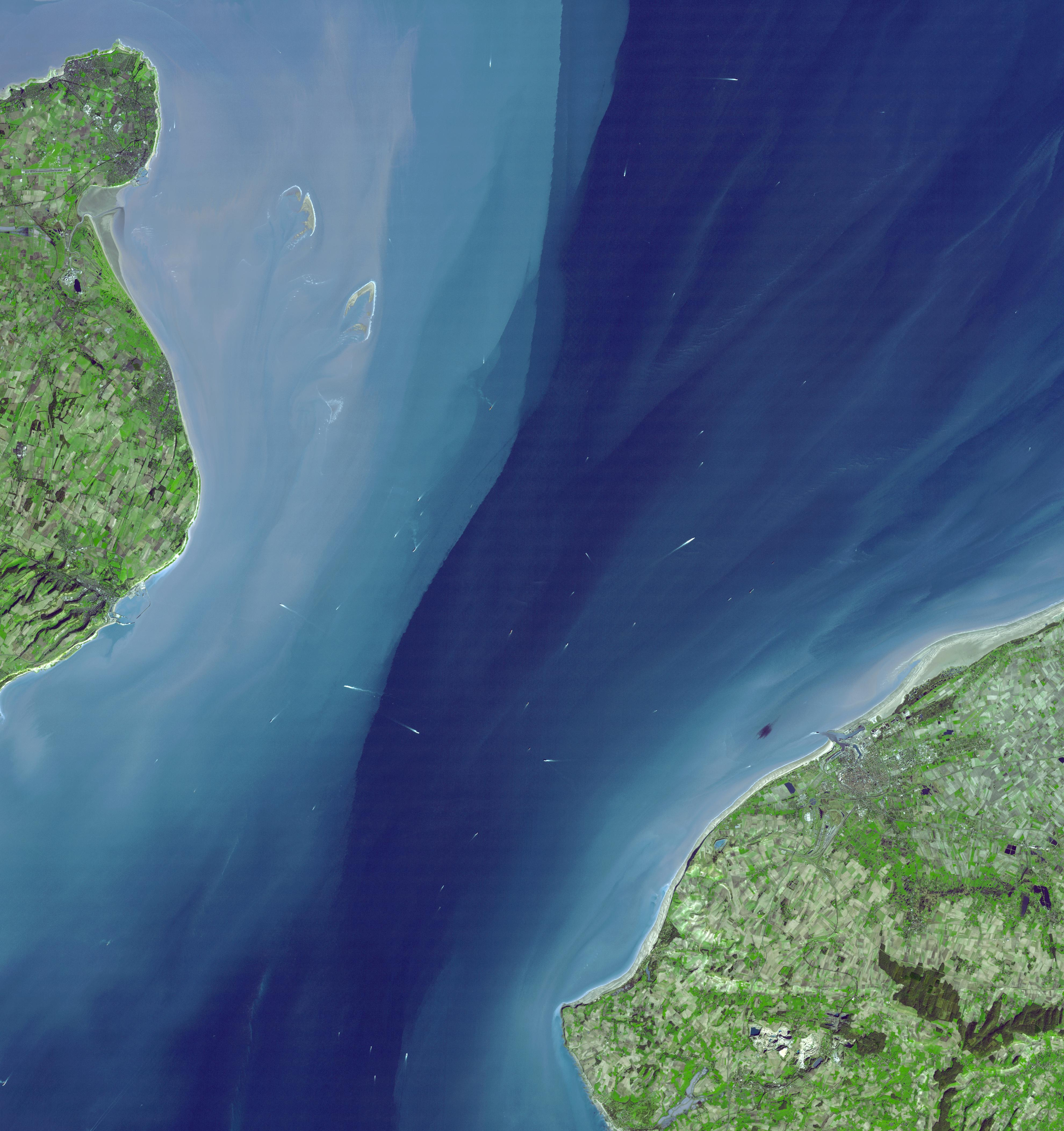
2001年3月的NASA土地衛星（Terra（satellite））拍攝的衛星圖片

侵蝕作用被認為是多佛爾海峡的成因。多佛爾海峡以前曾經為陸地，由威爾德（Weald）的東南伸延，連接現在的大不列顛島及歐洲大陸。此舊威爾德的東面盡頭可以看成在加來海峽省的布洛涅（Boulonnais）白堊區（chalk area）。英國、法國及海床至深層地殼的地質主要是白堊。雖然白堊有抗侵蝕的性質，白堊的侵蝕現象仍然可以以懸崖的方式在英法兩岸看到。知名的懸崖在英國有多佛白色懸崖（White Cliffs of Dover）及在法國的格裡內角。白堊亦提供英法海底隧道一個極佳的挖掘隧道的岩層。
本來萊茵河在更新世冰河時期向北流入北海。但冰塊形成一個由斯堪的納維亞至蘇格蘭的水壩。萊茵河與泰晤士河及北歐主要河流融合，在水壩後產生一個大湖，最終溢出威爾德到英倫海峽。此溢滿的通道漸漸擴大加深，成為現在的多佛爾海峡。其中一條在多佛爾海峡中間較深及較窄的通道便是萊茵河在上一個冰河時期的河床。在东盎格利亚（East Anglia）的地質礦床刻印了萊茵河在舊前冰河期的北方路線。
但是一個由Gupta et al. (2007)提出英倫海峽不是由逐漸的侵蝕作用，而是由兩個主要的洪水侵蝕而成的。第一個在425,000年前，當在北海南部的冰水壩溢出引起大變動的侵蝕作用及洪水，打破了威爾德至阿尔图瓦（Artois）的白堊脊。在此後，泰晤士河及斯海爾德河流經山口到英倫海峽，但馬士河與萊茵河流向仍然向北。第二個洪水在225,000年前，馬士河與萊茵河受冰水壩所阻形成湖泊。冰水壩在其較弱的堤防（可能是白堊或终碛（end-moraine），由大冰原（ice sheet）留下）被破開。兩次洪水均把巨大的行洪河道沖刷成英倫海峽的乾河床，情況有如美國的槽化的史卡布土地（Channeled Scablands）

## 特別的橫越
通常來說並不鼓勵以常規的船隻以外的方式橫越多佛爾海峽。主要方式有腳踏船（pedalo）、及更常見的游泳。法國在這方面有比英國有較嚴厲的法規，所以這些橫越事件大多數來自英國。

## 外部連結
- Channel Navigation Information Service
- Channel Swimming & Piloting Federation（页面存档备份，存于）
- Channel Swimming Association（页面存档备份，存于）
- Depth Chart showing straits and former course of Rhine

51°01′17″N 1°28′38″E / 51.02139°N 1.47722°E